# Blue Skies, Broken Hearts...Next 12 Exits
Blue Skies, Broken Hearts...Next 12 Exits es el segundo álbum de estudio de The Ataris. Fue lanzado el 13 de abril de 1999 por Kung Fu Records y producido por el líder de Lagwagon, Joey Cape. "Blue Skies", como es conocido por los fanes de la banda, marcó un punto de inflexión en la banda, pese a tratarse de ser aún el segundo larga duración de Ataris, que venía de debutar con Anywhere but Here, un disco de canciones cortas, rápidas y directas, característico del punk pop de los 90. En esta ocasión, Ataris realizó un álbum de temas algo más largos y de temática más sentimental, casi emo punk como se refiere Vincent Jeffries de Allmusic, y que sería la línea que siguió la banda, sobre todo con So Long, Astoria. También, en cduniverse.com se refiere a la línea del álbum como emo-matizado de punk pop.
El álbum incluye el sencillo "San Dimas High School Football Rules". Los atisbos de cambio en las letras y en la música de la banda se dejan notar en canciones como "1*15*96", que trata sobre una relación amorosa, "Your Boyfriend Sucks", sobre un amor no correspondido, o "My Hotel Year", con su guitarra acústica y el chelo.
Pese a que en los créditos aparece como segundo guitarrista Patrick Riley, este no participó realmente en el álbum, siendo grabadas todas las partes de guitarra por Kris Roe, el líder de la banda. Precisamente Roe fue el autor de la fotografía que aparece como portada del disco, una instantánea tomada en la autopista 101 en Santa Bárbara.

## Listado de canciones
1. «Losing Streak» – 1:52
2. «1*15*96» – 3:54
3. «San Dimas High School Football Rules» – 2:47
4. «Your Boyfriend Sucks» – 2:48 (diálogo tomado de la película A Bronx Tale)
5. «I Won't Spend Another Night Alone» – 3:49
6. «Broken Promise Ring» – 3:26
7. «Angry Nerd Rock» – 2:34
8. «The Last Song I Will Ever Write About A Girl» – 2:49
9. «Choices» – 1:33
10. «Better Way» – 2:03
11. «My Hotel Year (acoustic)» – 1:26
12. «Life Makes No Sense» – 1:42
13. «Answer:» – 2:11
14. «In Spite Of The World» – 3:37